# Destinus
Destinus — частная европейская аэрокосмическая компания, специализирующаяся на аэрокосмических, оборонных и энергетических решениях, основанная в 2021 году в Пайерне (Швейцария).
Штаб-квартира Destinus находится в Швейцарии (на территории аэродрома в Пайерне), а офисы — в Мадриде, Париже, Тулузе, Мюнхене и Хенгело.

## История
Компания была основана в 2021 году предпринимателем Михаилом Кокоричем.
В апреле 2023 года Destinus приобрела голландского производителя промышленных газотурбинных двигателей OPRA, переименовав его в Destinus Energy.

## Деятельность

### Финансирование
В начале 2022 года компания привлекла первый раунд венчурного финансирования в размере 29 млн долл. и ещё 20 млн долл. к началу 2023 года.
В 2022 году компания собрала 26,8 млн швейцарских франков (29 млн долларов США) на свою кампанию по организации сверхзвуковых водородных полетов. Среди инвесторов — швейцарская инвестиционная компания Conny & Co, американские компании Liquid2 Ventures, Quiet Capital, Cathexis Ventures и One Way Ventures, а также женевская Ace & Company.
В июне 2022 года Destinus и испанский производитель двигателей ITP Aero договорились о совместной разработке испытательного стенда водородного двигателя и демонстрации своих исследований в области водородного сгорания при непосредственной поддержке и сотрудничестве с Национальным институтом авиационной техники (NIAT). Программное агентство Министерства науки Испании, Centro para el Desarrollo Tecnológico e Industrial, выбрало этот проект в качестве стратегической инициативы в рамках своего Plan de Tecnologías Aeronáuticas (PTA). Грант финансирует строительство испытательного полигона под Мадридом для воздушных водородных двигателей, которые Destinus поможет разработать и провести дальнейшие испытания. Второй грант финансирует исследования аспектов двигателей на жидком водороде для проверки инновационных решений в области силовых установок для будущих сверхзвуковых самолётов с водородным двигателем. Общая сумма инвестиций в проект второго гранта составляет 15 миллионов евро.
В феврале 2023 года компания Destinus получила грант от испанского правительства на водородный полет. Общий объём инвестиций в проект составляет 12 миллионов евро, в нём участвуют компании и технологические центры, а также испанские университеты.
В апреле 2023 года компания получила гранты на сумму 26,7 млн евро от испанского правительства на расширение возможностей водородных двигателей.

### Самолёты
Первые два прототипа совершили успешные испытательные полеты в 2022 году. Они представляли собой самолеты со смешанным корпусом в форме волнолета и были оснащены водородным двигателем, который разрабатывался испанской компанией ITP Aero. По словам инженеров Destinus самолету удалось разогнаться до 5 махов (это примерно 6125 км/ч). Корпус и некоторые детали, включая водородные катализаторы, напечатали на 3D-принтере.
На Парижском авиасалоне в июне 2023 года Destinus представила свой третий демонстрационный образец Destinus 3. Этот усовершенствованный 10-метровый 2-тонный прототип оснащен запатентованной Destinus технологией дожигания водорода и новой системой автопилота.

### Дроны
С 2023 года Destinus ежемесячно тайно поставляла дроны Вооруженным силам Украины (ВСУ). По словам Михаила Кокорича компания снабжает Украину беспилотниками «Лорд», дальность которых варьируется в пределах от 750 до 2 тысяч километров.
В феврале 2024 года Швейцария начала расследование в отношении Destinus. Компания подозревается в продаже беспилотников Украине, что нарушает законодательство Швейцарии. В январском интервью французскому журналу Challenges Михаил Кокорич заявил, что его компания продает Украине сотни беспилотников.

### Ракета «Рута»
С начал 2024 года Destinus начала поставки в Украину ракет-дронов «Рута», которые имеют дальность полета до 300 км, способны выполнять ударные, разведывательные задачи или использоваться в качестве мишени для тренировок. Конструкция включает боевую часть, топливный бак, фиксированное крыло, блок электроники и турбореактивный двигатель. Уникальная черта «Руты» - возможность возвращаться после выполнения миссии и садиться на парашюте.
«Рута» была представлена на выставке Eurosatory 2024 с боевой частью, имеющей вес в пределах сотни килограммов. Ракета способна нести различную полезную нагрузку. Скорость полета дрона составляет 500-800 км/ч.